# Nathalie Colin (créatrice de bijoux)
Pour les articles homonymes, voir Colin.
Nathalie Colin, née le 17 avril 1966 est une créatrice de bijoux française et directrice de Swarovski.

## Biographie

### Enfance et formation
Nathalie Colin naît le 17 avril 1966, dans la commune de Cornimont dans les Vosges.
Elle est diplômée de l'Institut de Commerce de Nancy.

### Carrière
Nathalie colin commence à travailler pour Perry Ellis dans le département merchandising, avec Marc Jacobs comme directeur. En 1990, elle travaille à Paris en tant que directrice marketing pour faire de la promotion dans une agence spécialisée en études prospectives. En 1998, elle fonde sa propre entreprise, Cultural Sushi, une agence de design. En 1999, elle déménage à Pékin pour lancer une marque de vêtements avec Olivier Lapidus pour la société chinoise Yimian Group.

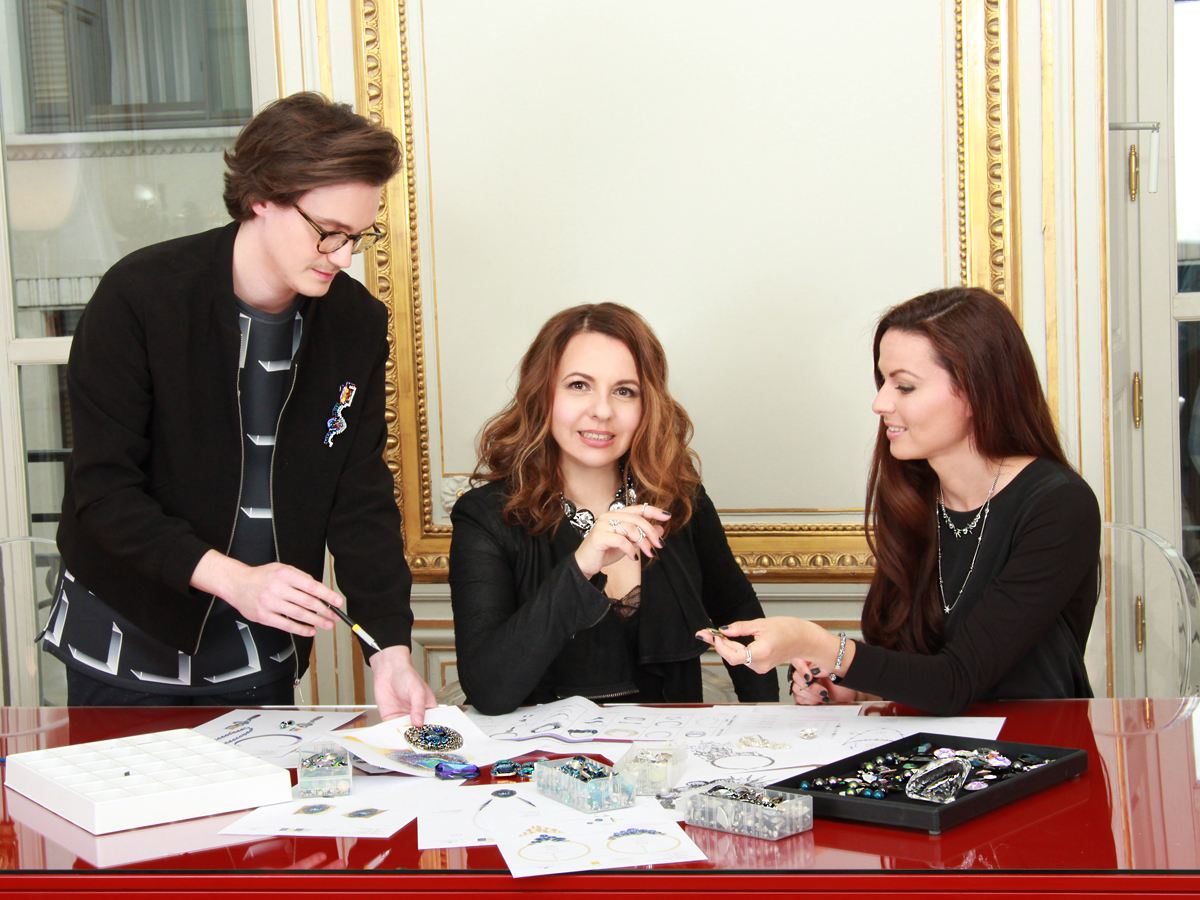
Colin (au centre) en 2016

En 2006, Nathalie Colin rejoint l'entreprise familiale autrichienne Swarovski et se voit confier le poste de directrice artiste du groupe,. 
Son poste de directrice artistique est étendu au poste de vice-président exécutif de la communication de juin 2014 à juin 2016. 
Depuis 2006, elle est membre du Directoire de la division Consumer Goods Business (CGB).

## Publications
Nathalie a publié un livre intitulé Multifaced(t)s, stylisez-vous avec des bijoux en 2012. 